# Sweet Princess
Sweet Princess – debiutancki minialbum zespołu Dry Cleaning.

## Minialbum

### Historia
Sweet Princess, debiutancki minialbum zespołu Dry Cleaning został nagrany w marcu 2018 roku i udostępniony 24 września tego samego roku w Wielkiej Brytanii jako digital download. 16 sierpnia 2019 roku został wydany (w ograniczonym nakładzie) jako kaseta magnetofonowa. Jeden z utworów EP-ki, „Magic Of Meghan” nawiązuje do zakończenia związku Florence Shaw z jej partnerem, który miał miejsce w dniu ogłoszenia zaręczyn Meghan Markle i księcia Harry’ego.

Właśnie się rozstałam i kurczowo trzymałam się tej historii, żeby odwrócić uwagę od otchłani. Przeszczepiłam całe moje normalne myślenie o własnym życiu na myślenie o ich życiu przez kilka tygodni.

## Lista utworów
Lista utworów według Discogs: 
| 1. | Goodnight        | 2:42  |
|    |                  |       |
| 2. | New Job          | 3:00  |
|    |                  |       |
| 3. | Magic Of Meghan  | 3:56  |
|    |                  |       |
| 4. | Traditional Fish | 4:16  |
|    |                  |       |
| 5. | Phone Scam       | 3:12  |
|    |                  |       |
| 6. | Conversation     | 5:00  |
|    |                  |       |
|    |                  | 22:06 |
|    |                  |       |
Wszystkie utwory napisał i wykonał Dry Cleaning.

## Odbiór

### Opinie krytyków
| Oceny łączne              | Oceny łączne |
| Publikacja                | Ocena        |
| ------------------------- | ------------ |
| Album of the Year         | 78/100       |
| Recenzje                  |              |
| Publikacja                | Ocena        |
| Pitchfork                 | 7.8/10       |
| RYM                       | 3.52/5       |
| Sputnikmusic              | 4/5          |
| The Sydney Morning Herald | [ 9 ]        |
| Under the Radar           | 7.5/10       |

„Debiutancka EP-ka Dry Cleaning, Sweet Princess, jest rodzajem kanciastej, szorstkiej post-punkowej płyty, która zajmuje się raczej lirycznym mikrokosmosem niż szerszym obrazem” – uważa Marty Hill z magazynu Under the Radar.
„Te sześć trudnych w odbiorze, kolczastych piosenek wydobywa coś wzruszającego i tragicznego z przyziemności mediów społecznościowych i społecznego niepokoju” – ocenia Brodie Lancaster z magazynu Pitchfork dodając: „niczym puste butelki przetopione i wykorzystane jako witraże, obserwacje zebrane przez Dry Cleaning uchwyciły zniekształcenia życia w Internecie i poza nim, wylewanie naszych najgłębszych emocji w anonimową pustkę i gryzienie się w język, gdy spotykamy prawdziwą osobę”.
Według Bernarda Zuela z The Sydney Morning Herald Dry Cleaning „kręcąc się i obracając, szarpiąc w przód i w tył, ma w sobie natarczywość wymagających, ale i obojętność obojętnych”. Autor zwraca uwagę na rolę wokalistki Florence Shaw, której sposób mówienia i postawa przypomina, jego zdaniem, częściowo Patti Smith, Marka E. Smitha, Jasona Williamsona (ze Sleaford Mods) i Ninę Hagen. „Obejrzyjcie ten zespół” – zachęca na koniec.